# Військове насилля

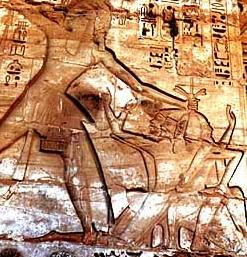
Військове насильство є супутником людської цивілізації з ранніх етапів її розвитку

Військове насилля — все різноманіття форм застосування військової сили для примусового на реального чи потенційного противника з метою вирішення політичних завдань.
Як суб'єкт, який реалізує військове насильство можуть виступати найрізноманітніші соціальні освіти: держави, їх окремі структури та коаліції, спільноти людей, політичні партії та рухи, терористичні та навіть кримінальні угруповання (див. бандитизм). Вектор застосування військового насильства може мати як внутрішню, так і зовнішню спрямованість.
Цілями військового насильства можуть бути як реалізація своїх агресивних чи загарбницьких інтересів, насадження відносин панування та підпорядкування, так і захист національного суверенітету, відображення зовнішньої військової експансії тощо. Як правило, використання військового насильства у зовнішній політиці може бути здійснено у формах збройної агресії, військової блокади, інтервенції, терористичних акцій тощо. У внутрішній політиці військове насильство пов'язане з переломними періодами в житті суспільства, коли загострюється конкуренція при боротьбі за владу, що може спровокувати радикальні елементи на військові заколоти, збройні повстання, перевороти, а уряд вдається до заходів репресивного, контрповстанського та антитерористичного.